# Акмечеть (Атырауская область)
Акмечеть (каз. Ақмешіт) — подземная мечеть и некрополь в Жылыойском районе Атырауской области Казахстана. Первая из подземных мечетей, построенных казахским религиозным деятелем-суфием Бекетом-атой.

## История
Русский военный топограф Пётр Алексеев в 1853 году писал:
Первую пещеру на нагорном берегу выдолбил лет за 50 до настоящего времени киргиз адаевского рода мугалова отделения Бекет Байтеле, ежегодно приходивший с Усть-Урта на Эмбу для летнего кочевья. Здесь в свободное время он занимался обучением детей мужского пола татарской грамоте и закону божию, а в остальное время уединялся в свою пещеру для молитвы. Иногда оставался тут и зимовать один с ничтожным запасом пищи, достаточным одному киргизу не более как на один день, почему родственники его, приходившие сюда следующей весной с Усть-Урта, с удивлением находили оставленного не только живым, но и нисколько не похудевшим. Вся орда, повторяя множество баснословных рассказов и чудес из жизни это киргиза, почитает его святым. Он умер около 40 лет назад и похоронен на чинке Усть-Урта в уроч. Огланды, около соединения полуострова Мангишлака с Усть-Уртом.
По мнению потомка Бекета-аты и исследователя его жизни Ислама Мырзабекулы, более точная дата строительства — 1773 год. В народных преданиях упоминается, что Бекет (1750—1813) построил мечеть в возрасте 24 лет.

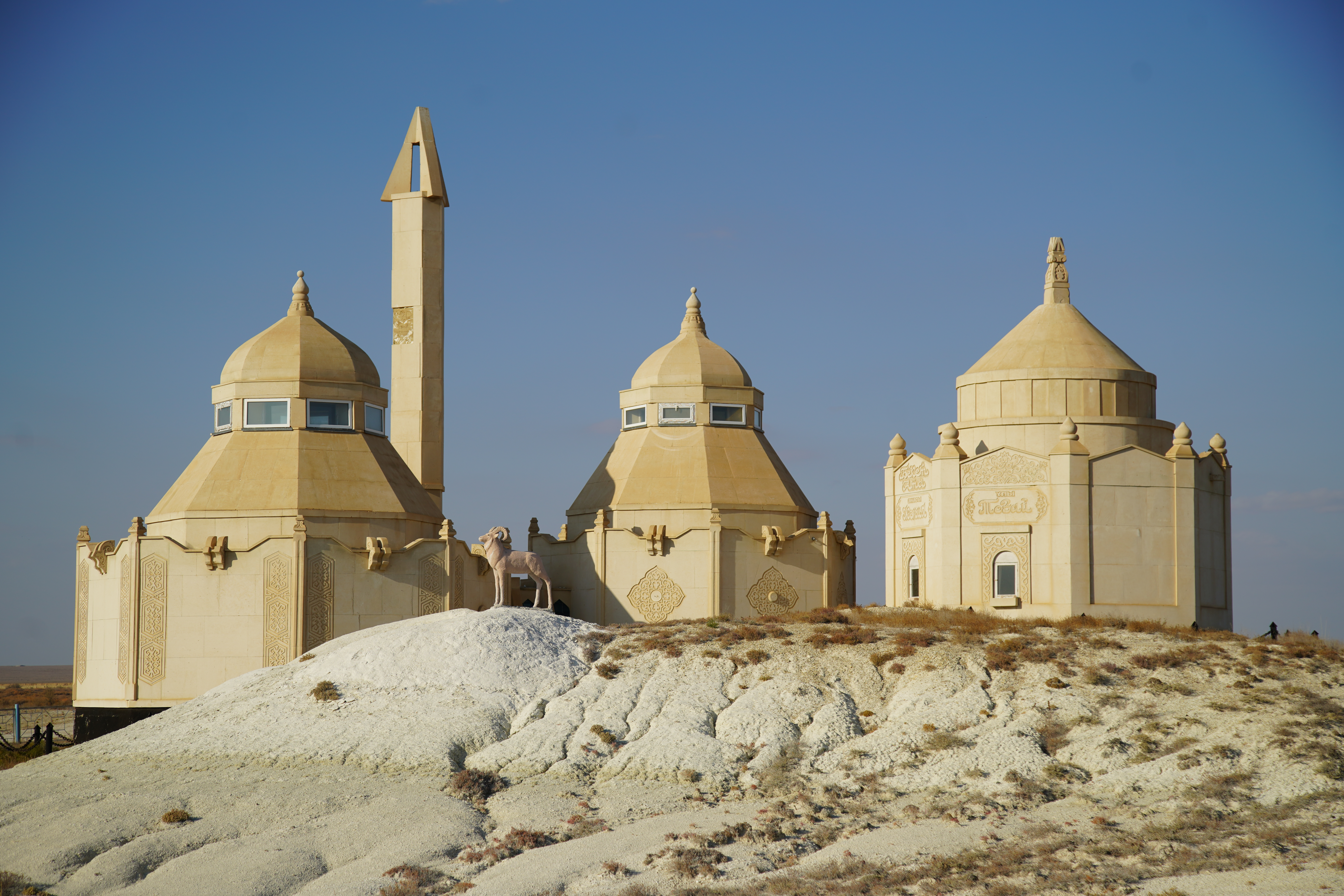
Подземная мечеть, построенная Бекетом-атой и мавзолеи его родных

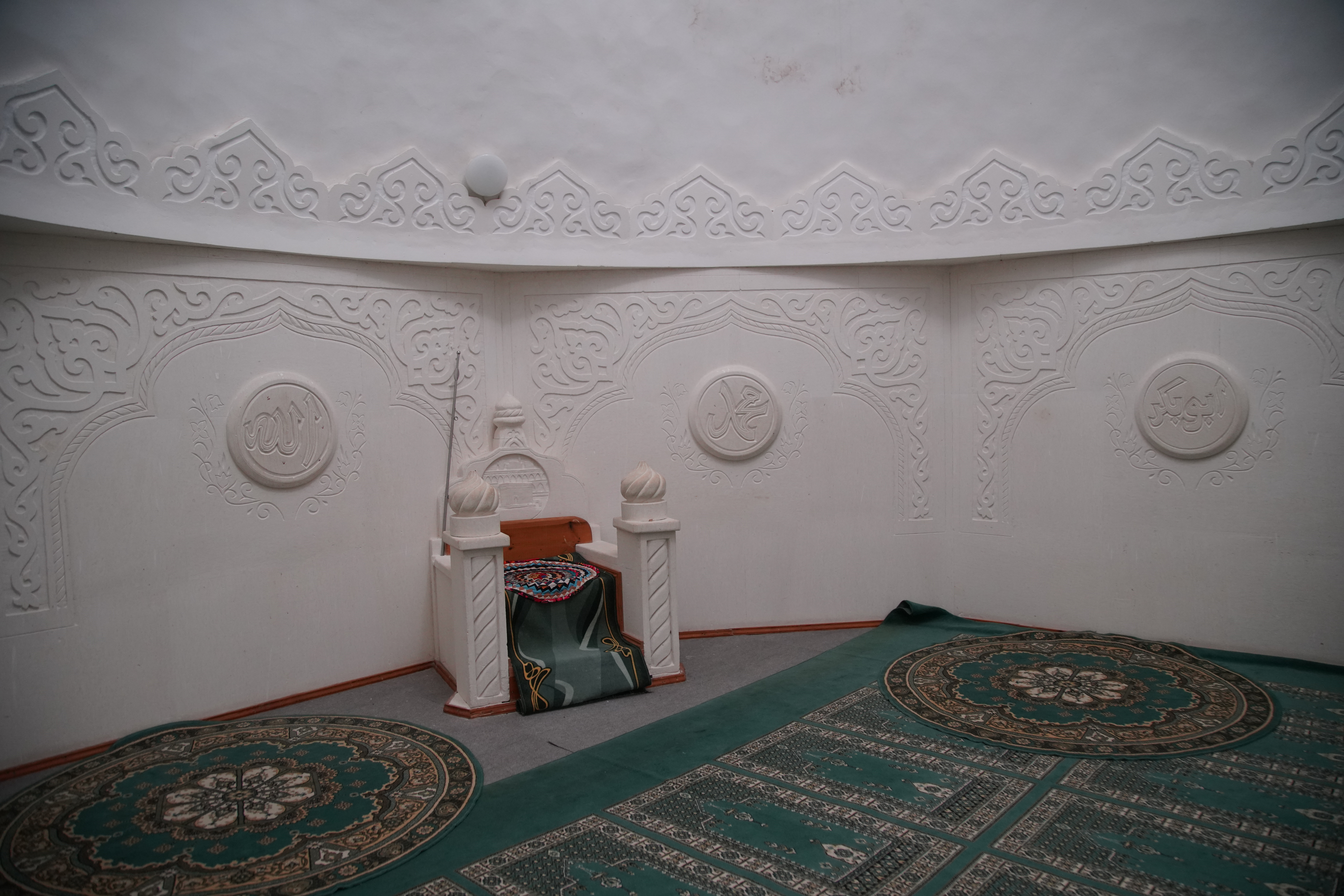
Внутреннее помещение мечети, 2020 год

На некрополе Акмечеть похоронены отец Бекета — Мырзагул, мать Жания, дед Жаналы и сын Тогай.
По описанию Алексеева в середине XIX века мечеть выглядела как пещера, выдолбленная в почве, состоящей из крепкого мела:
…находим в одном месте со стороны реки отверстие, похожее больше на волчью нору, в которую, однако же, человек, хоть и с трудом, но может пролезть. Отверстие это тянется вглубь земли не более 3 сажень, в прямом направлении на юго-запад, а потом приводит в круглую комнату, имеющую 2,5 сажени в диаметре и до 4 аршин высоты. Потолок её составляет плоский купол, в средине которого просверлено к поверхности земли узкое отверстие, пропускающее в комнату слабый свет. По обеим сторонам комнаты, у самого входа в неё, заметны две засыпанные ямы; по словам киргизов, это были копани с пресною водой. В правом стороне устроена небольшая комната, соединяющаяся с первой дверью, у которой поставлен плоский железный посох с круглым и заострённым внизу железным же концом. В юго-западной стене первой комнаты пробита другая дверь, ведущая в круглую комнату, немного больших размеров, нежели первая, и со сводом же вверху, поддерживаемым четырёхгранной колонной, выдолбленной посредине. Стены этой комнаты вырублены не в виде правильного круга, а с 6 симметрически расположенными углублениями, из которых одно, находящееся против двери, несколько шире и глубже других и вообще весьма похоже на те, какие делают в татарских мечетях. Полов в комнатах нет; стены обделаны грубо, но довольно правильно. Почва, в которой выдолблена эта мечеть, состоит из крепкого мела.
Мечеть была разрушена. По мнению Ислама Мырзабекулы, основанного на беседах со старожилами, это произошло в 1937 году. В 1997 году была произведена реконструкция мечети и мавзолеев родных Бекета-аты. Современная мечеть состоит из двух углубленных в землю помещений, соединённых коридором. В основном помещении вместо михраба установлен вырезанный из камня трон, к которому прислонён металлический посох — копия посоха Бекета-аты.